# 克吕塞维拉日
克吕塞维拉日（法語：Crucey-Villages，法語發音：[kʁysɛ vilaʒ]）是法国厄尔-卢瓦省的一个市镇，属于德勒区。

## 地理
克吕塞维拉日（48°40'1"N, 1°4'39"E）面积43.97 平方千米，位于法国中央-卢瓦尔河谷大区厄尔-卢瓦省，该省份为法国北部内陆省份，北起顺时针与厄尔省、伊夫林省、埃松省、卢瓦雷省、卢瓦-谢尔省、萨尔特省和奧恩省接壤。
克吕塞维拉日的时区为UTC+01:00、UTC+02:00（夏令时）。

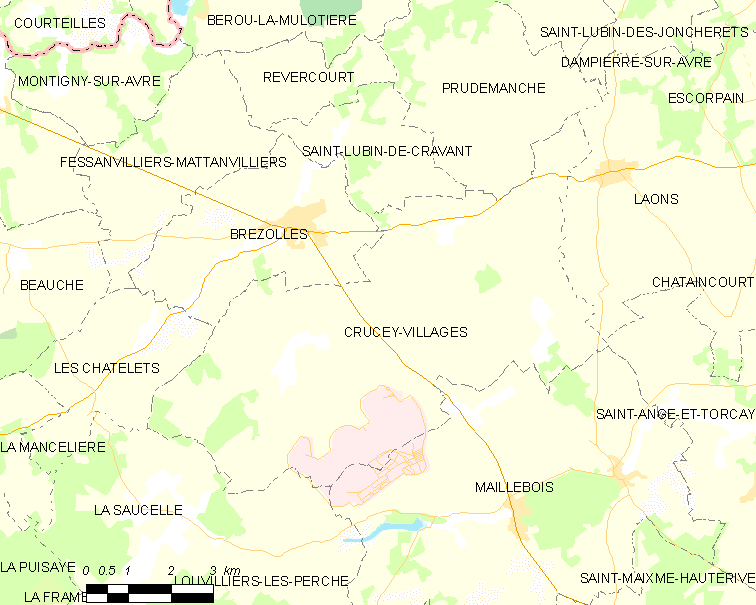
克吕塞维拉日的OSM定位图

## 行政
克吕塞维拉日的邮政编码为28270，INSEE市镇编码为28120。

## 政治
克吕塞维拉日所属的省级选区为圣吕班德容什雷县。

## 人口

1962-2008年间克吕塞维拉日人口变化图示

克吕塞维拉日于2022年1月1日时的人口数量为467人。